# Futaba Corporation

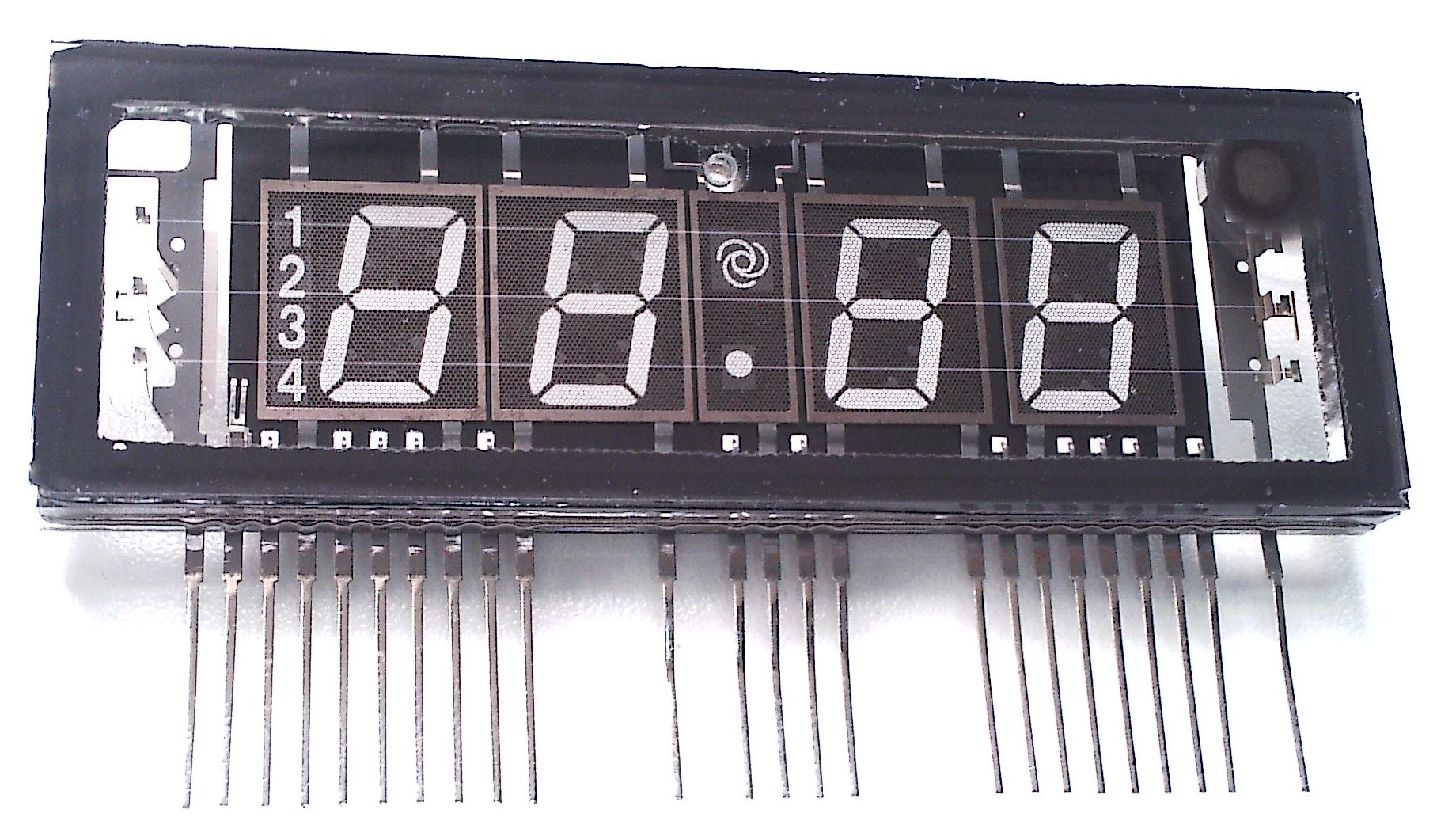
7-Segment-Fluoreszenzanzeige FUTUBA 4-LT-46ZB3

Die Futaba Corporation (japanisch 双葉電子工業株式会社, Futaba Denshi Kōgyō Kabushiki-gaisha) ist ein 1948 gegründetes Unternehmen aus Japan, welches ursprünglich Elektronenröhren hergestellt hat. Mit der Zeit entwickelte sich das Unternehmen hin zu einem Hersteller für Fluoreszenzanzeigen, Formwerkzeugen, Funkfernsteuerungen und OLED-Bildschirmen.

## Funksteuertechnik
In Europa ist die Marke bekannt für die Modellbau-Funkfernsteuertechnik, welche durch das Traditionsunternehmen Robbe Modellsport vertrieben wurde und seit dessen Insolvenz durch Ripmax vertrieben wird.